# Voyah Free
Voyah Free (кит. 岚图) — полноразмерный электромобиль-кроссовер и подзаряжаемый гибрид (E-REV), выпускаемый компанией Lantu (岚图), под брендом Voyah с 2021 года. Lantu является дочерней компанией холдинга Dongfeng.

## Описание
Автомобиль Voyah Free впервые был представлен на Пекинском автосалоне в сентябре 2020 года под брендом Voyah. Дизайн автомобиля создан при участии Italdesign Giugiaro. Серийно автомобиль выпускается с 3 квартала 2021 года компанией Lantu.
Первый предсерийный экземпляр был представлен 18 декабря 2020 года. Автомобиль базируется на платформе Dongfeng Electric Smart Secure Architecture (ESSA). Запас хода составляет 860 км.
В Россию официально не поставляется, однако неофициальные дилеры продают его со своей гарантией. В августе 2023 года автомобиль прошёл рестайлинг.
С 2024 года Voyah Free официально продаётся в России в комплектации Sport Edition.

## Voyah Free DNA (1 поколение, лимитированная серия)
Voyah Free DNA — полноприводный автомобиль. Разгон до 100 км/ч составляет 4,3 секунды. Мощность двигателей составляет 684 л. с., а крутящий момент — 1040 Н⋅м. Максимальная скорость автомобиля свыше 200 км/ч.
- Voyah Free DNA
- Вид сзади

## Характеристики

### Общая информация
- Страна марки: Китай[20]
- Класс автомобиля: E
- Количество дверей: 5
- Количество мест: 5
- Расположение руля: Левое

### Размеры
- Длина: 4905 мм
- Ширина: 1950 мм
- Высота: 1645 мм
- Колёсная база: 2960 мм
- Размер колёс: 255/45/R20

### Объём и масса
- Объём багажника мин/макс: 400/752 л
- Объём топливного бака: 56 л
- Снаряжённая масса: 2280 кг

### Трансмиссия
- Коробка передач: Отсутствует.
- Тип привода: полный, 2 мотора.

### Подвеска и тормоза
- Тип передней подвески: независимая, пневмо
- Тип задней подвески: независимая, пневмо
- Передние тормоза: дисковые вентилируемые
- Задние тормоза: дисковые вентилируемые

### Эксплуатационные показатели
- Максимальная скорость: 200 км/ч
- Разгон до 100 км/ч: 4.8 с
- Марка топлива: АИ-92

### Электрогенератор
- Тип двигателя: бензин
- Объём двигателя: 1498 см³
- Тип наддува: турбонаддув
- Максимальная мощность: 108 л. с. (80 кВт)
- Расположение цилиндров: рядное
- Количество цилиндров: 4
- Число клапанов на цилиндр: 4
- Система питания двигателя: непосредственный впрыск (прямой)

### Электродвигатели
- Передний: 110—255 кВт (148—342 л. с.)
- Задний: 200—255 кВт (268—342 л. с.)[21]

### Аккумуляторная батарея
- Запас хода на электричестве: 171 км
- Время зарядки: 4.5 ч
- Ёмкость батареи: 39.0 кВт⋅ч